# Helvetets portar

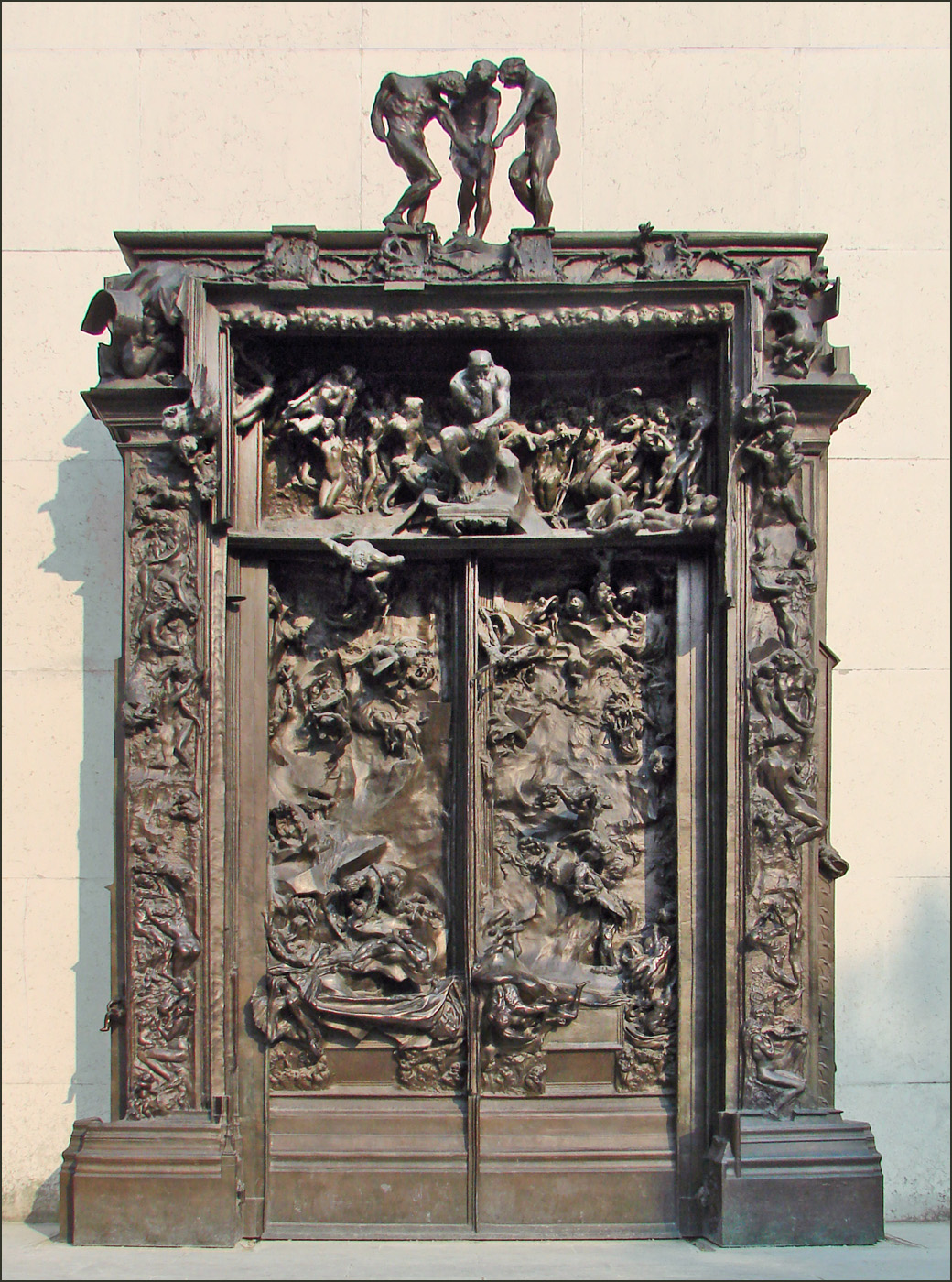
Helvetets portar hos Musée Rodin i Paris

Helvetets portar (franska: La Porte de l'Enfer) är en monumental skulpturgrupp av den franske konstnären Auguste Rodin med motiv från Inferno i Dante Alighieris Den gudomliga komedin. Hela monumentet är 635 centimeter högt, 400 centimeter brett och 85 centimeter djupt. Det innefattar 180 figurer med en höjd på mellan 15 centimeter och en meter. Verket beställdes 1879 av Edmond Turquet, fransk understatssekreterare för de sköna konsterna, som tilltänkt entréport för Musée des arts décoratifs i Paris. Rodin arbetade med verket från 1880 fram till sin död 1917.
Flera av figurerna har även gjutits som självständiga skulpturer och hör som sådana till Rodins mest välkända. Till dessa hör Tänkaren, placerad ovanför dörrpanelerna, och Kyssen, i monumentets övre högra hörn. Den ursprungliga gipsgjutningen av Helvetets portar finns utställd på Musée d’Orsay i Paris. Bronsavgjutningar finns utställda på Musée Rodin och ett antal andra museer.